# Hyper Projection Engeki „Haikyū!!”
Hyper Projection Engeki „Haikyū!!” (jap. ハイパープロジェクション演劇「ハイキュー!!」 Haipā Purojekushon Engeki „Haikyū!!”) – japońska seria dwuipółwymiarowych przedstawień teatralnych tworzona na podstawie mangi Haikyū!! autorstwa Haruichiego Furudate.

## Geneza
Reżyser Worry Kinoshita miał wcześniejsze doświadczenia w tworzeniu spektakli – wyreżyserował występ podczas Tokyo Performance Dolls w 2013 roku. Jednak w tym czasie przed pracą nad Hyper Projection Engeki „Haikyū!!” nigdy nie widział musicali dwuipółwymiarowych. Po przeczytaniu mangi postanowił stworzyć na „ludzkim dramacie” z „silnymi elementami wykonawczymi”, ponieważ zauważył, że w serii nie było dynamicznych „ruchów” ani „magicznych ataków”, podobnie jak w innych mangach sportowych. Z kolei Norihito Nayayashiki był fanem serii Haikyū!! i przygotował scenariusz w oparciu o dialogi, bez wskazówek scenicznych. Razem z Worrym Kinoshitą skupił się na inscenizacji scen, podczas gdy pracował nad dialogami postaci. Po ułożeniu scenariuszy ze wskazówkami scenicznymi, Kinoshita rozpoczął współpracę z choreografem i kilkoma tancerzami przed prezentacją aktorów, których potem poinstruował, aby przypominali postacie z serii Haikyū!! w jak największym stopniu, nie dając im szczegółowych instrukcji.

## Produkcja i premiera
Pierwsze informacje na temat przedstawienia teatralnego pojawiły się w numerze 17/2015 magazynu „Shūkan Shōnen Jump” (wydanym 19 marca 2015). Funkcję reżysera objął Worry Kinoshita, scenarzystę – Norihito Nakayashiki, zaś reżysera dźwięku – Shunsuke Wada. Spektakl został opisany jako „hiper-projekcja” z wykorzystaniem efektów stylizowanych na mandze i sceny obrotowej.  
Obsada drużyny liceum Karasuno oraz Aobajōsai została ogłoszona 9 lipca 2015 na łamach „Shūkan Shōnen Jump”. Pierwsza odsłona serii miała swoją premierę 14 listopada 2015 w AiiA Theater w Tokio. Następnie przedstawienie odbywało się w Osace i prefekturze Miyagi do grudnia 2015.
Popularność spektaklu zachęciła producentów do tworzenia kolejnych spektakli. Przed drugim doszło do drobnych zmian w obsadzie. Kolejne przedstawienia teatralne odbywają się w okresie wiosennym i jesiennym. Fabuła poszczególnych przedstawień oparta jest na wybranych rozdziałach mangi.
26 marca 2020 poinformowano, że z powodu epidemii koronawirusa w Japonii przedstawienia Saikyō no Challenger w Hyōgo (planowane 28–29 marca), a potem 31 marca – w Miyagi i Fukuoce (zaplanowane odpowiednio na 4–5 i 10–12 kwietnia) zostały odwołane. Z kolei 8 kwietnia podano do informacji, że występy w Osace i Tokio zostały odwołane z tego samego powodu, a także wskutek wprowadzonego stanu wyjątkowego w obu miastach.
15 listopada z powodu stwierdzenia zakażenia koronawirusem u jednego z członków ekipy, który skarżył się na gorączkę, przedstawienia Gomi suteba no kessen w Osace tego dnia w ostatniej chwili zostały odwołane. Ponadto podano do informacji, że w późniejszym czasie będzie podjęta decyzja, czy przedstawienia w Miyagi (planowane na 21–22 listopada) odbędą się zgodnie z planem, co stało się faktem, o czym poinformowano dzień później, w którym wszyscy otrzymali negatywny wynik testu na obecność COVID-19.
25 kwietnia 2021 podano do informacji, iż finałowe pokazy w Tokio (między 29 kwietnia a 9 maja) zostały odwołane z powodu ogłoszenia stanu wyjątkowego w Tokio i trzech innych prefekturach w związku z pandemią COVID-19.

## Spis przedstawień
| Lp. | Podtytuł              | Podtytuł             | Przedstawienie       | Przedstawienie       | Miasta                                 | Źródło |
| Lp. | Podtytuł              | Podtytuł             | Pierwszy raz         | Ostatni raz          | Miasta                                 | Źródło |
| Lp. | Rōmaji                | Kanji                | Pierwszy raz         | Ostatni raz          | Miasta                                 | Źródło |
| --- | --------------------- | -------------------- | -------------------- | -------------------- | -------------------------------------- | ------ |
| Lp. | –                     | –                    | 14 listopada 2015    | 13 grudnia 2015      | Tokio, Osaka, Miyagi                   | [ 7 ]  |
| 1   | Itadaki no keshiki    | 頂の景色             | 8 kwietnia 2016      | 8 maja 2016          | Tokio, Osaka                           | [ 16 ] |
| 2   | Karasuno, fukkatsu!   | 烏野 復活!           | 28 października 2016 | 27 listopada 2016    | Tokio, Iwate, Fukuoka, Osaka           | [ 17 ] |
| 3   | Shōsha to haisha      | 勝者と敗者           | 24 marca 2017        | 7 maja 2017          | Tokio, Miyagi, Osaka, Fukuoka          | [ 18 ] |
| 4   | Shina no natsu        | 進化の夏             | 8 września 2017      | 29 października 2017 | Tokio, Osaka, Hyōgo, Miyagi, Fukuoka   | [ 19 ] |
| 5   | Hajimari no kyojin    | はじまりの巨人       | 28 kwietnia 2018     | 17 czerwca 2018      | Tokio, Hyōgo, Fukuoka, Miyagi, Osaka   | [ 20 ] |
| 6   | Saikyō no Team        | 最強の場所           | 20 października 2018 | 2 grudnia 2018       | Tokio, Hiroszima, Hyōgo, Osaka, Miyagi | [ 21 ] |
| 7   | Tōkyō no jin          | 東京の陣             | 4 kwietnia 2019      | 6 maja 2019          | Osaka, Miyagi, Tokio                   | [ 22 ] |
| 8   | Hishō                 | 飛翔                 | 1 listopada 2019     | 6 grudnia 2019       | Tokio, Osaka, Miyagi                   | [ 23 ] |
| 9   | Saikyō no Challenger  | 最強の挑戦者         | 21 marca 2020        | 22 marca 2020        | Tokio                                  | [ 24 ] |
| 9   | Saikyō no Challenger  | 最強の挑戦者         | 21 marca 2020        | 22 marca 2020        | Występy odwołane                       | [ 24 ] |
| 9   | Saikyō no Challenger  | 最強の挑戦者         | 21 marca 2020        | 22 marca 2020        | Hyōgo, Miyagi, Fukuoka, Osaka, Tokio   | [ 24 ] |
| 10  | Gomi suteba no kessen | ゴミ捨すて場ばの決戦 | 31 października 2020 | 13 grudnia 2020      | Tokio, Osaka, Miyagi, Fukuoka          | [ 25 ] |
| 11  | Itadaki no keshiki 2  | 頂の景色・２         | 20 marca 2021        | 24 kwietnia 2021     | Tokio, Miyagi, Osaka, Hyōgo, Fukuoka   | [ 26 ] |

## Obsada

### Liceum Karasuno
| Postać            | Aktor                             | Aktor            |
| Postać            | 2015–2018                         | od 2019          |
| ----------------- | --------------------------------- | ---------------- |
| Shōyō Hinata      | Kenta Suga                        | Kotaro Daigo     |
| Tobio Kageyama    | Tatsunari Kimura Tatsuya Kageyama | Ryūnosuke Akana  |
| Ryūnosuke Tanaka  | Kōhei Shiota                      | Kō Kanegae       |
| Yū Nishinoya      | Shōhei Hashimoto Yuto Fuchino     | Yuma Kitazawa    |
| Chikara Ennoshita | Kazuma Kawahara                   | Yushin Nakatani  |
| Kei Tsukishima    | Ryōtarō Kosaka                    | Ryōsuke Yamamoto |
| Tadashi Yamaguchi | Kairi Miura                       | Yoshinari Oribe  |
| Daichi Sawamura   | Keita Tanaka Kentarō Akisawa      | Shō Higano       |
| Kōshi Sugawara    | Hiroki Ino Naoki Tanaka           | Ryū Ichinose     |
| Asahi Azumane     | Justin Tomimori                   | Yuya Fukuda      |
| Hisashi Kinoshita | brak                              | Sean Osada       |
| Kenshin Ukai      | Tsuyoshi Hayashi                  | Ken Ogasawara    |
| Ittetsu Takeda    | Shige Uchida                      | Kenta Kamakari   |
| Kiyoko Shimizu    | Shizune Nagao                     | Satomi Ōkubo     |
| Hitoka Yachi      | Ami Saito                         | Julie Yamamoto   |

## Odbiór
W latach 2015–2019 przedstawienia teatralne zostały obejrzane przez 320 000 osób. Seria była cytowana jako jedna z najpopularniejszych przedstawień teatralnych 2.5D w 2018 roku wraz z Tennis no ōjisama i Tōken ranbu, a także częściowo zasługuje na rosnące zainteresowanie publiczności przedstawień 2.5D. Kenta Suga za swoją rolę w serii, w 2018 roku został ambasadorem japońskiego 2,5-wymiarowego stowarzyszenia muzycznego.
Sakura Eries z Fandom Post nazwała tę serię „produkcją na wysokim poziomie” z obsadą, która „pokazuje szereg talentów, od aktorstwa przez akrobatykę po rap”. Zauważyła również, że w przedstawieniach wykorzystano „sprytną choreografię” i „proste efekty”.